# Mario Díaz de Vivar
Mario Alberto Díaz de Vivar Bogado (nacido el 22 de octubre de 1983)  es un árbitro de fútbol paraguayo que ha sido árbitro internacional de la FIFA desde 2013.
Debutó en la Copa Tigo-Visión Banco de la Primera División en el 2011.